# Супранович, Ирина Александровна
Ири́на Алекса́ндровна Супрано́вич (бел. Ірына Аляксандраўна Супрановіч, 16 октября 1973, д. Кривое Село, Вилейский район, Минская область, Белорусская ССР, СССР) — белорусский государственный и политический деятель.

## Биография
Ирина Александровна Супранович уроженка деревни Кривое Село Вилейского района Минской области Белорусской ССР, родилась 16 октября 1973 года.
Завершила обучение и получила диплом о высшем образовании по специальности правовед, окончив Барановичский государственный университет. Позже завершила обучение и в Академии управления при Президенте Республики Беларусь, получив специальность «Государственное управление социальной сферой».
Осуществляла трудовую деятельность заведующим магазином, затем была назначена секретарем Рабунского сельского исполнительного комитета, позже избрана председателем Кривосельского сельского исполнительного комитета.
Избиратель ей доверял право быть депутатом Рабунского сельского Совета депутатов с 24 по 26-й созыв, также была депутатом Кривосельского сельского Совета депутатов 27-го и 28-го созывов, избиралась и депутатом Вилейского районного Совета депутатов 28-го созыва.
17 ноября 2019 года на выборах в Палату представителей Национального собрания республики Беларуси от Вилейского избирательного округа №74 баллотировались 5 кандидатов. Победила на выборах Ирина Александровна Супранович, которая и получила мандат депутата. В парламенте работала членом Постоянной комиссии по труду и социальным вопросам. Завершила работу в собрании по истечении срока полномочий созыва.

## Награды и почетные звания
- Благодарность Минского областного исполнительного комитета,
- благодарность Вилейского районного исполнительного комитета,
- звание «Человек года Вилейщины — 2016»,
- звание «Женщина года Минщины» в номинации «Хозяйка села — 2018»,
- заносилась на Доску почета Вилейского района.

## Личная жизнь
Замужем, воспитывает двух сыновей.